# Comuna Novovoznesenka, Mala Vîska
Novovoznesenka (în ucraineană Нововознесенка) este o comună în raionul Mala Vîska, regiunea Kirovohrad, Ucraina, formată din satele Novovoznesenka (reședința) și Uspenivka.

## Demografie
Componența lingvistică a comunei Novovoznesenka
     Ucraineană (98%)
     Rusă (1,63%)
     Alte limbi (0,36%)
Conform recensământului din 2001, majoritatea populației comunei Novovoznesenka era vorbitoare de ucraineană (98%), existând în minoritate și vorbitori de rusă (1,63%).